# Talbot-Lago T14 2500 Sport
Pour les articles homonymes, voir Talbot (homonymie) et Talbot-Lago.
La Talbot-Lago T14 2500 Sport est une voiture de sport GT du constructeur automobile français Talbot-Lago, dernier modèle de la marque présenté au salon de l'automobile de Paris 1955, et produite à 54 exemplaires jusqu'en 1959. 

## Historique
L’industriel italien Anthony Lago rachète la marque Talbot en faillite en 1934, pour la métamorphoser en marque de voitures de sport française de prestige, avec ses Talbot-Lago T120, Talbot-Lago T150, et Talbot-Lago T26 (it) (et versions compétitions Talbot T150C et Talbot-Lago T26C) mais la déclaration de la Seconde Guerre mondiale en 1939 cause son échec commercial,,.

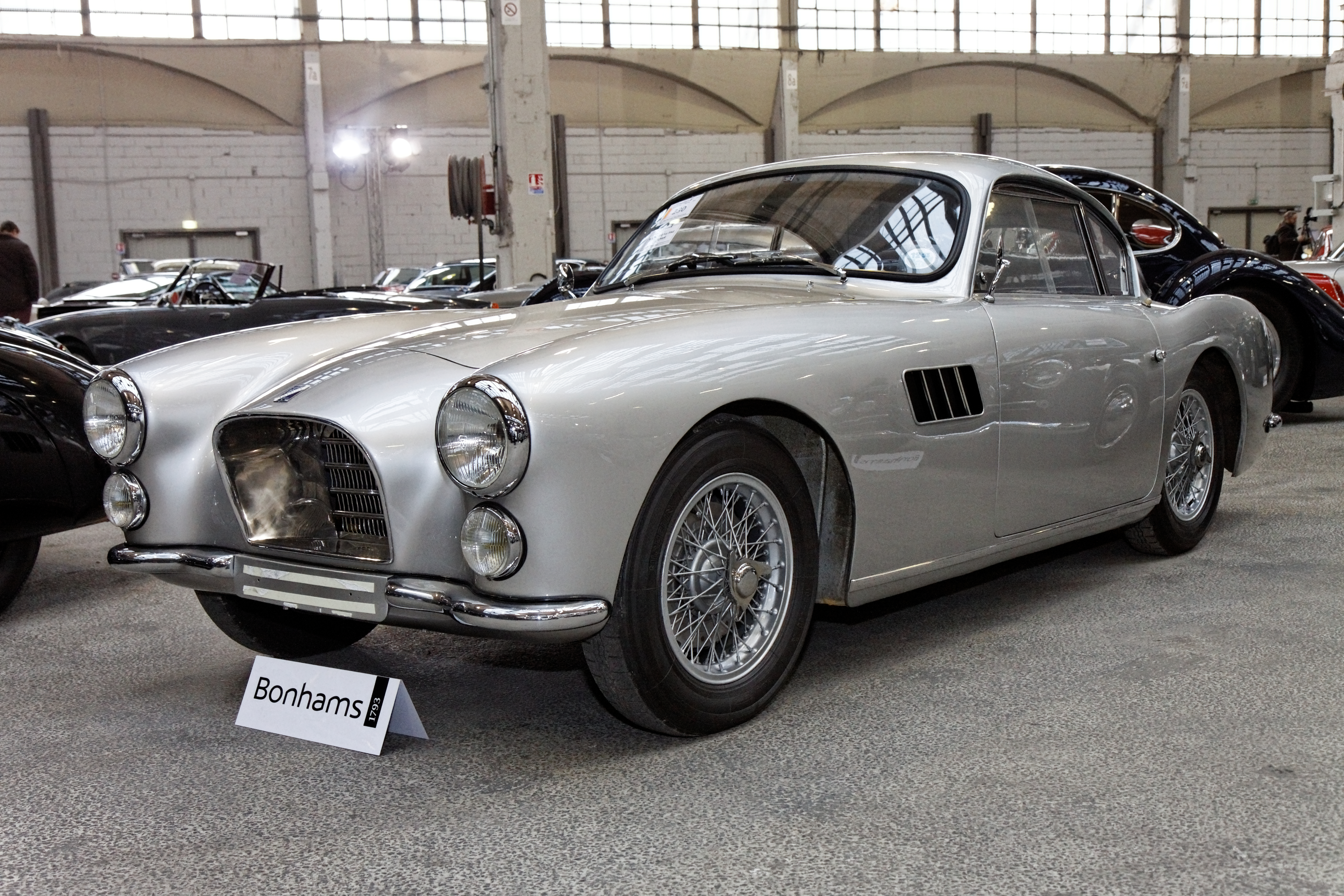
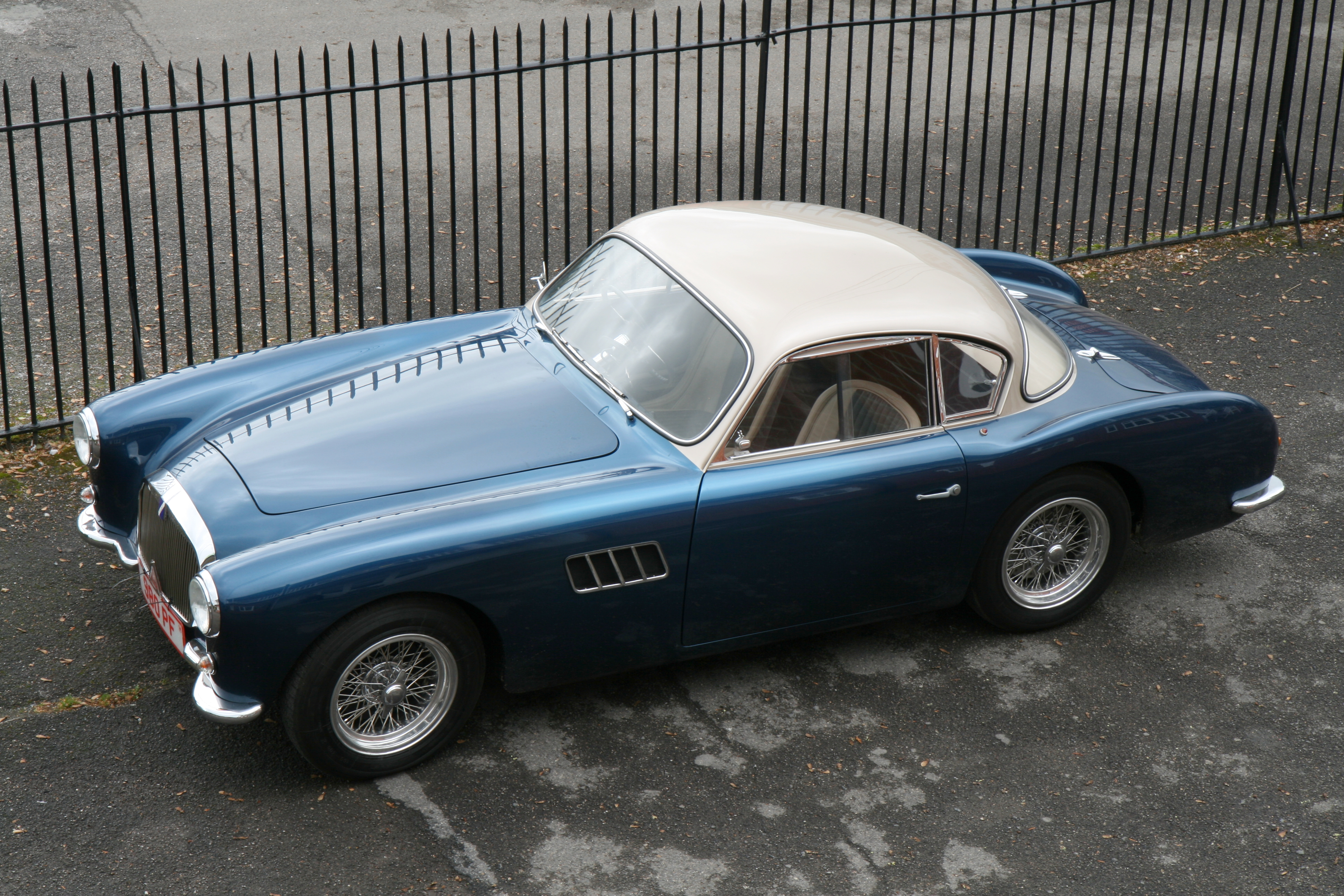
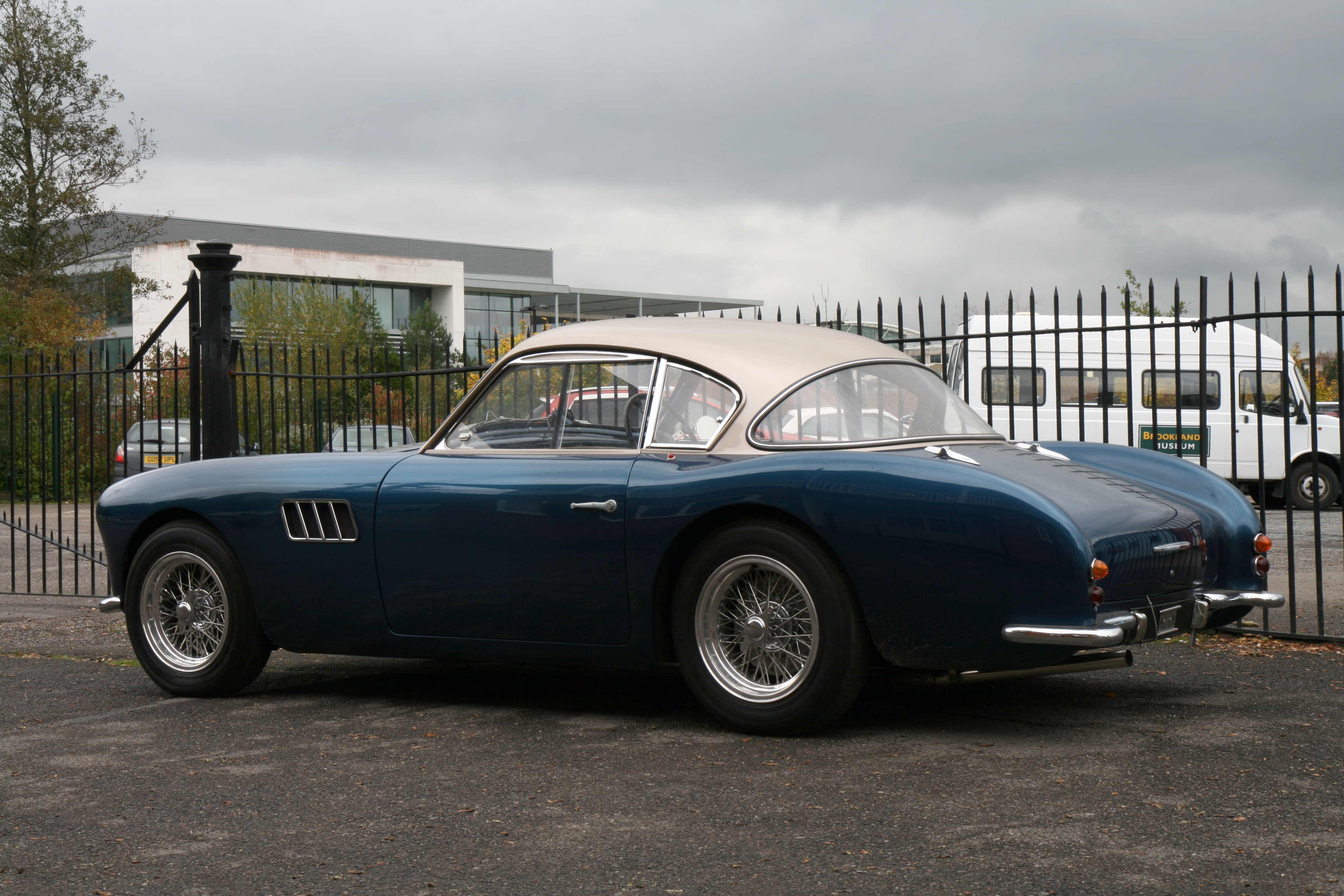

Talbot-Lago présente son nouveau (et dernier) moteur 4 cylindres T14 LS de 2,4 L pour 120 ch, au salon de l'Automobile de Paris 1954 (conforme à la catégorie des moteurs de course 2,5 litres sans compresseur de l'époque). Ce moteur motorise ce nouveau modèle Talbot-Lago 2500 Coupé T14 LS de 1955, avec une carrosserie héritière des précédentes Talbot-Lago T26 Grand Sport Lago (GSL) de Carlo Delaisse (chef-designer pour les carrossiers français de prestige Henri Chapron, Dubos Frères, ou Letourneur & Marchand),,.

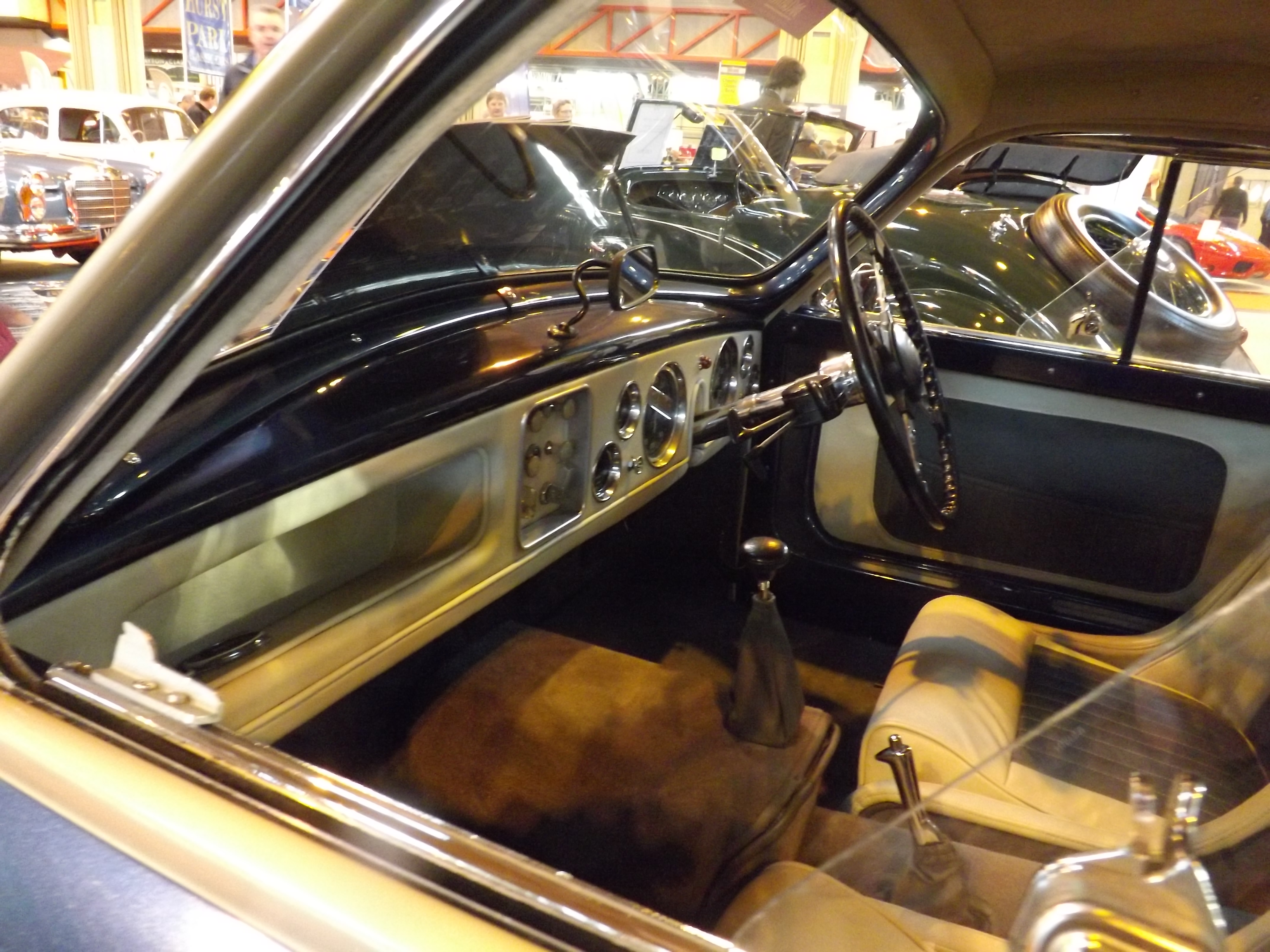
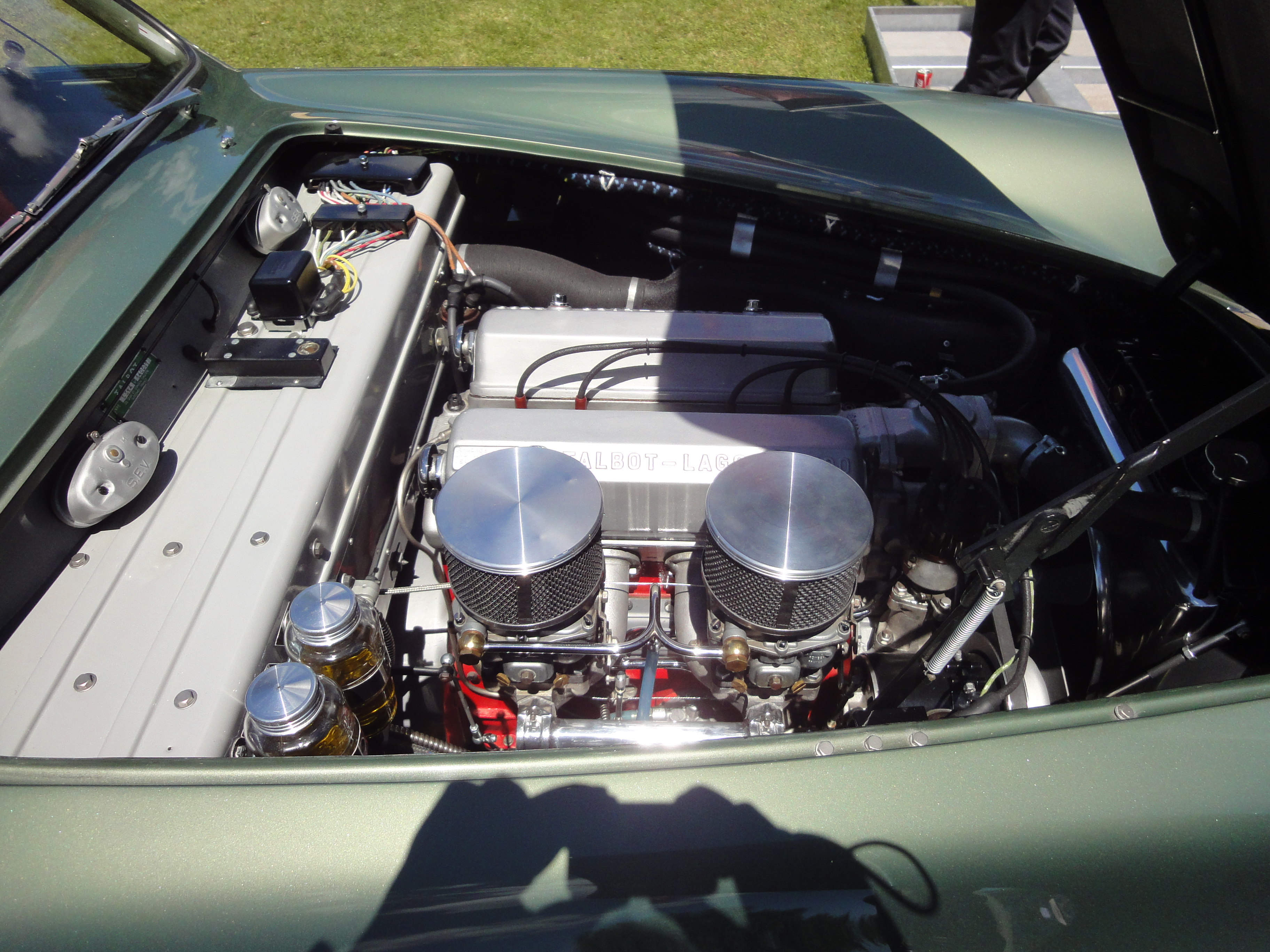
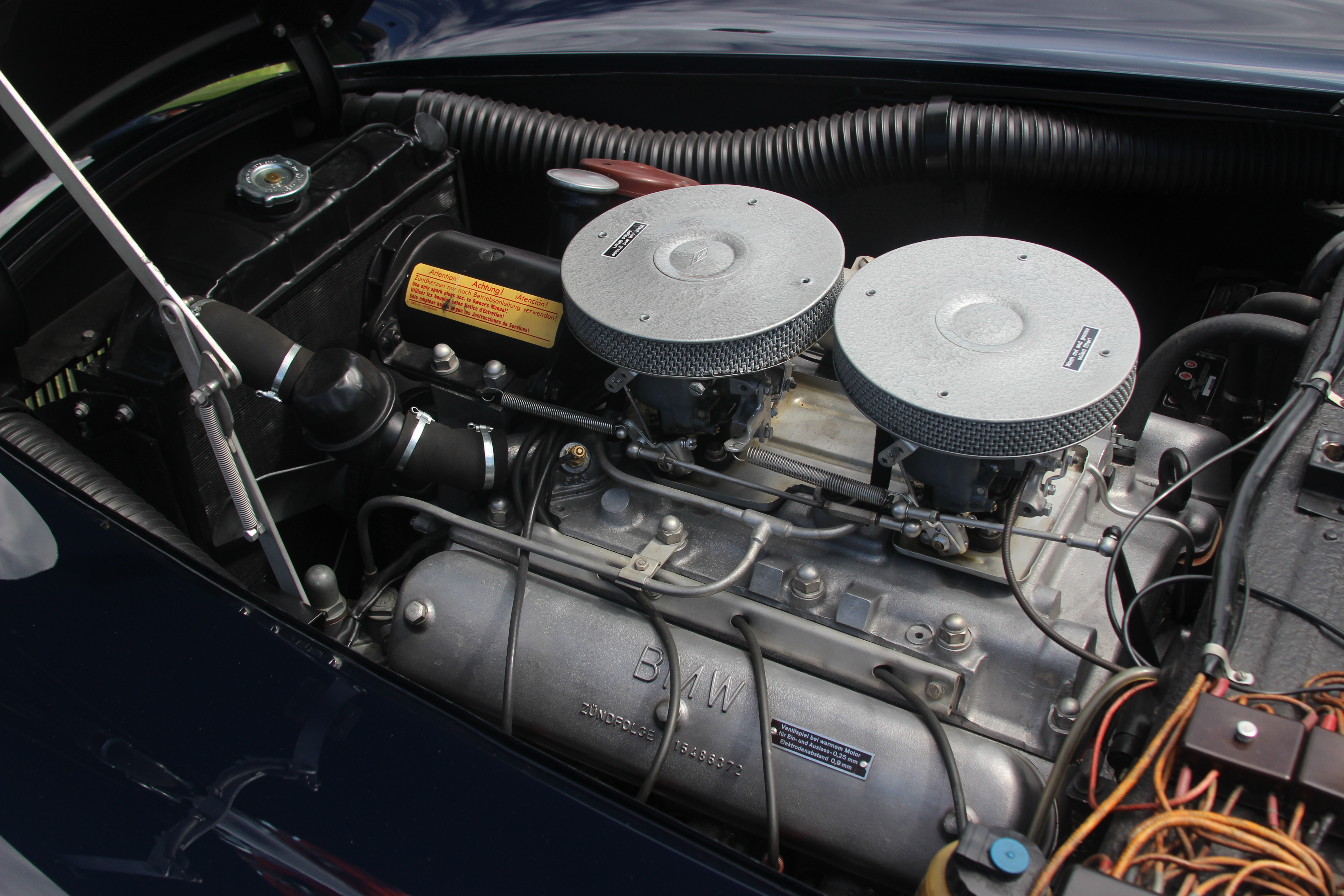

Manquant de ressources financières suffisantes pour finaliser la mise au point et la fiabilité du moteur, Talbot-Lago tente de se tourner en 1957 vers le marché américain avec sa version Talbot-Lago T14 America à moteur BMW OHV V8 (en) de 2580 cm³ de 138 ch pour 200 km/h de vitesse de pointe (réduit à une cylindrée de 2476 cm³ pour positionner la voiture dans la tranche fiscale des voitures 14 CV). Elle n'est vendue qu'à une douzaine d'exemplaires à cause de son prix très élevé (plus de deux fois le prix d’une Citroën DS présentée la même année,). 
Henri Théodore Pigozzi  (PDG de Simca, filiale française de Fiat) rachète la marque en 1959, et motorise alors ce modèle avec son moteur Simca V8 de 2,3 L de 95 ch de Simca Vedette et Simca Chambord (issu des Ford Vedette de Ford France), modèle vendu à près de 5 exemplaires.  
L'échec commercial de ce modèle cause la fin définitive de la marque Talbot-Lago en 1959, face à la concurrence des légendaires Mercedes-Benz 190 SL, Mercedes-Benz 300 SL, BMW 507, Ford Thunderbird, Ford Comète, Chevrolet Corvette C1, Jaguar XK140, Aston Martin DB2/4, Porsche 356, Maserati A6G, Lancia Aurelia B24, Bugatti Type 101, et autres Ferrari America et Superamerica...

## Motorisation
- 1954-1957 : Talbot-Lago 2500 Coupé T14 LS - moteur Talbot 4 cylindres T14 LS de 2 491 cm³ de 120 ch
- 1957-1959 : Talbot-Lago T14 America - moteur BMW OHV V8 de 2476 cm³ de 138 ch pour 200 km/h, vendu à une douzaine d'unités.
- 1959-1959 : moteur V8 de Simca Vedette et Simca Chambord, de 2351 cm³ de 95 ch pour 165 km/h, vendu à près de cinq exemplaires.

## Compétition
- 24 Heures du Mans 1956 : Talbot-Lago engage sans succès deux Talbot-Lago Sport 2500 barquette, n°17 et 18, à moteur Maserati 6 cylindres de 2.5 L, avec les pilotes Louis Rosier, Jean Behra, Goffredo Zehender, et Jean Lucas (abandons avant l'arrivée)[10],[11].